# Fórmula D
A Fórmula D (também conhecida como Fórmula Drift) é uma categoria automobilístico de drift dos Estados Unidos fundada em 2004, inspirada na D1 Grand Prix, esta  que começou inicialmente no Japão, cuja inspiração teve inicio num piloto japonês, chamado Kunimitsu Takahashi, criador da técnica em 1970 e se expandiu por todo mundo.

## Sobre o campeonato
A Formula D USA é dividida em Pro,Pro 2 e PRO AM, sendo as transmitidas pela internet apenas as duas primeiras onde a Pro 1 possui geralmente 8 etapas no ano e a Pro 2 possui 4.A Formula Drift não acontece apenas nos estados unidos, mas também tem em vários outros países, como a Formula D Japan, Formula D Canada e Formula D Korea

## Características

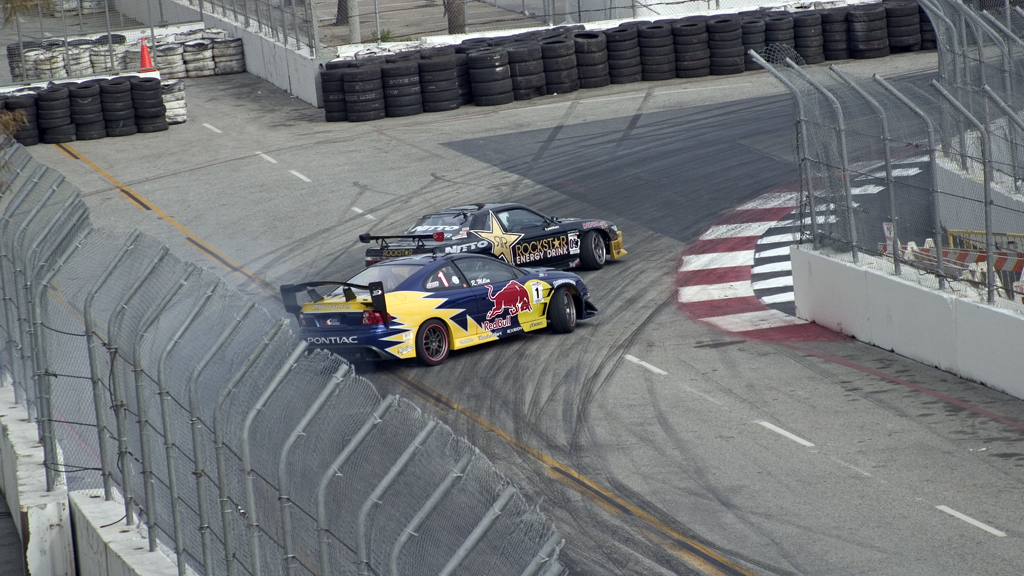
Um dos eventos da Fórmula D em 2006, em Long Beach

Os carros utilizados em drift são bastante leves ficando por cerca de 1200 kilos cada, é retirado praticamente tudo o que não faz falta, como: forros, todos os bancos deixando só o do piloto, mas alterando para um desportivo, alcatifas proteções em plástico entre outras.
No Japão os carros mais utilizados são o Nissan Silvia/180SX, Toyota AE86, Mazda RX-7, Nissan Cefiro (versão com tração traseira), Nissan Laurel, Nissan Skyline (com tração traseira), Nissan Fairlady Z, Toyota Altezza, Toyota Soarer, Honda S2000, e Mazda Miata. Ja a competição de drift nos EUA utiliza versões locais desses carros (tais como Nissan 240SX e o Corolla GT-S de Toyota) e os carros americanos de alta performance tais como o Ford Mustang, Dodge Viper, e Pontiac GTO. Os drifters em outros paises geralmente usam carros locais, tais como o Ford Escort (Ucrânia e Irlanda), BMW Série 3 (em outras partes da Europa), Porsche, ou Volvos.
Os carros FWD (com tração dianteira) não são permitidos nos torneios de drift como o D1GP.
Os carros AWD (All Wheel Drive,tração computadorizada nas 4 rodas) e 4WD ou 4x4, como o Subaru Impreza WRX STi, e Mitsubishi Lancer Evolution Toyota Corolla possuem drift de ângulos bem diferentes. D1 e outras competições profissionais não permitem carros AWD ou 4WD. Então, carros como o Impreza, Lancer e Corolla são convertidos para RWD para poderem competir nos torneios.

## Peculiaridades
Apesar de sua origem ter vindo do Japão, a Formula D logo ganhou destaque no ocidente assim ganhando um estilo próprio cada vez mais marcante, seja pelos carros mas principalmente sobre as competições. Enquanto na D1GP pode causar uma falsa impressão de que não há regras, a Formula D estas são muito rigorosas, onde priorizou muito mais pelo carácter competitivo do que o carácter estético da D1GP. Por isso há aqueles que afirmam que o Drift estadunidense se tornou uma "Escola" diferente. Onde a "Escola" japonesa preza pelos pontos de estilo e a americana preza pelo angulo e linha.